# Международный конкурс артистов балета и хореографов (Москва)
Международный конкурс артистов балета и хореографов — основан в 1969 году, проводится раз в четыре года в Большом театре РФ.

## История

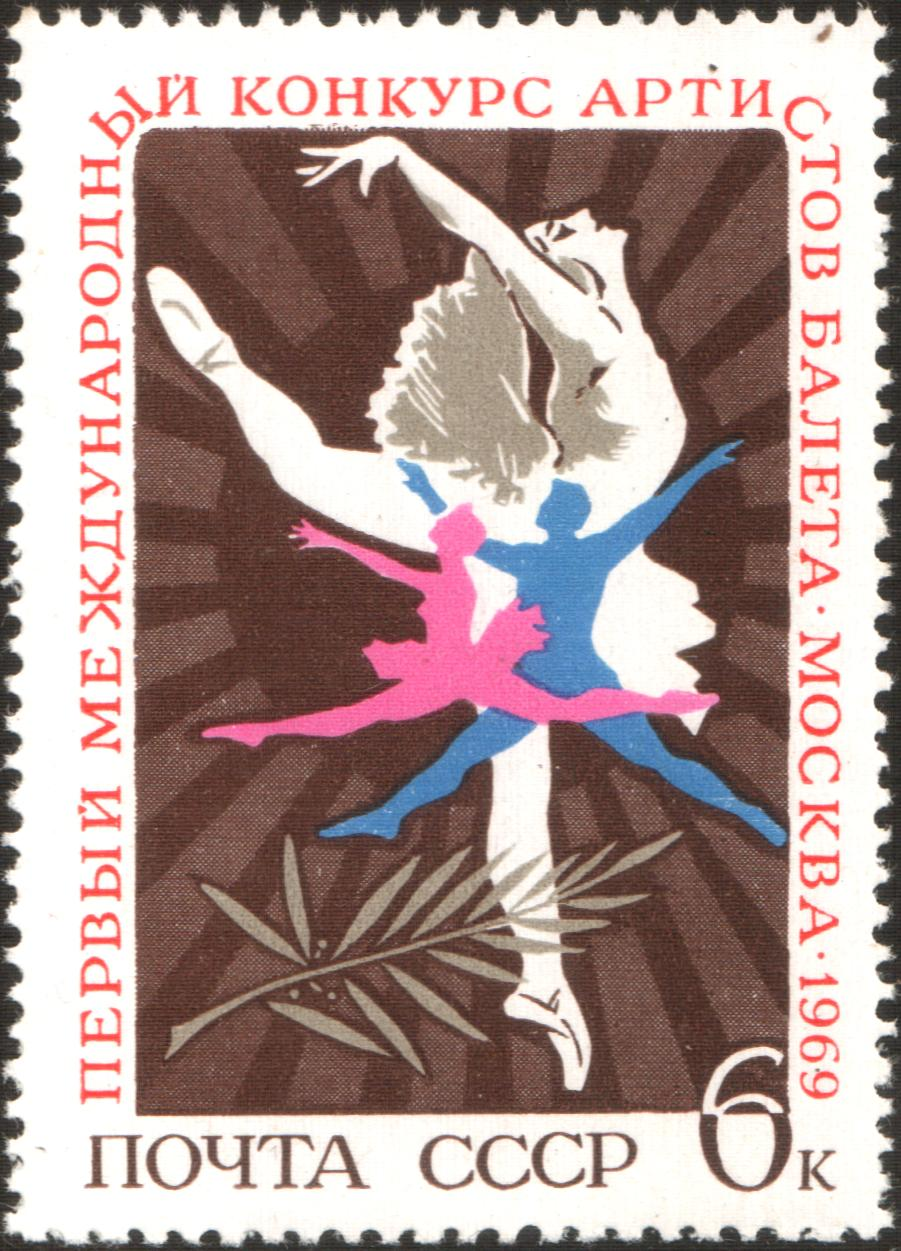
Почтовая марка, приуроченная к проведению первого конкурса, 1969 год.

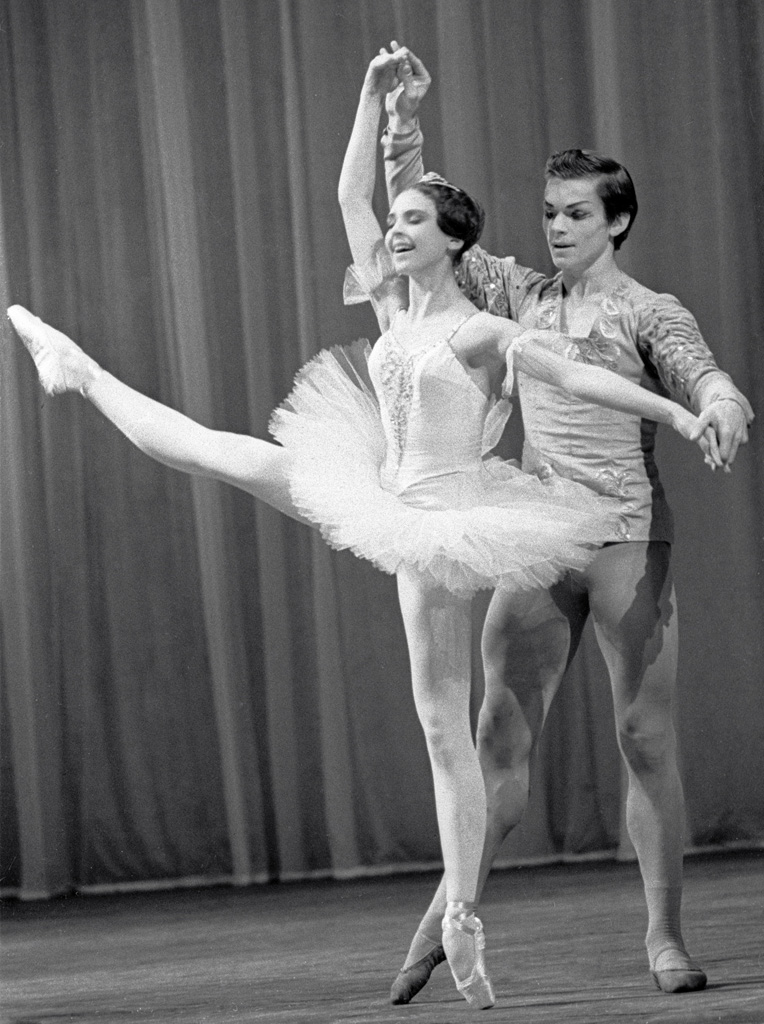
Людмила Семеняка и Николай Ковмир на конкурсе, 1969 год.

Первым председателем жюри в 1969 году была балерина Галина Уланова. С 1973 года неизменным председателем и его Художественным руководителем является Юрий Григорович.
В состав жюри конкурса в разные годы входили: Марина Семенова, Галина Уланова, Софья Головкина, Майя Плисецкая, Ирина Колпакова, Наталья Касаткина, Михаил Лавровский, Васильев, Владимир Викторович и другие известные деятели балета России, а также Иветт Шовире и Клод Бесси, Сирил Атанасов, Шарль Жюд (Франция), Алисия Алонсо (Куба), Арнольд Хаскелл (Великобритания), Алан Фридеричиа и Кирстен Ралов (Дания), Мария Кшишковска (Польша), Эльза Марианна фон Розен и Бригит Кульберг (Швеция), Руди ван Данциг (Нидерланды), Роберт Джофри и Наталия Макарова (США), Констанс Вернон и Дитмар Зайферт (Германия), Дорис Лайне (Финляндия), Хулио Бокка (Аргентина) и другие представители балетной элиты мира. 
Конкурс открыл миру такие имена, как Михаил Барышников, Александр Годунов, Хулио Бокка, Надежда Павлова, Ирек Мухамедов, Николай Цискаридзе, Алина Кожокару, Владимир Малахов, Андрей Баталов, Людмила Семеняка, Андрис Лиепа, Наталья Осипова и др. За всю историю существования московского конкурса Гран-При были удостоены только четыре артиста: Надежда Павлова (СССР) на II Конкурсе артистов балета в 1973 году, Ирек Мухамедов (СССР) на IV Конкурсе артистов балета в 1981 году, Андрей Баталов (Россия) на VIII Конкурсе артистов балета в 1997 году и Денис Матвиенко (Украина) на X Конкурсе артистов балета и хореографов в 2005 году .
В 2001 году в состязание добавился конкурс хореографов, где в разные года лауреатами и дипломантами стали: Раду Поклитару (I премия), Марина Кеслер (диплом), Юрий Смекалов (I премия), Эмиль Фаски (диплом), Константин Семенов (диплом), Владимир Варнава (диплом) и др. С 2001 года конкурс стал называться «Международный конкурс артистов балета и хореографов».
Московский конкурс трижды отдавал дань уважения выдающимся деятелям русского и мирового балетного искусства: VII Московский конкурс артистов балета в 1993 году был посвящен хореографии Мариуса Петипа, IX Международный конкурс артистов балета и хореографов в 2001 году был проведен в честь великой Галины Улановой, XI Международный конкурс артистов балета и хореографов в 2009 году — в честь выдающейся русской балерины Марины Семеновой.

## Лауреаты и дипломанты
| Год  | Гран-при                  | Золотые медали | Серебряные медали | Бронзовые медали |
| ---- | ------------------------- | --- | --- | --- |
| 1969 | Виктор Саркисьян (СССР)   | - Франческа Зюмбо (Франция) - Малика Сабирова (СССР) - Нина Сорокина (СССР) - Патрис Барт (Франция) - Михаил Барышников (СССР) - Юрий Владимиров (СССР) | - Лойпа Араухо (Куба) - Хельги Томассон (США) - Хидэо Фукагава (Япония) | - Наталья Большакова (СССР) - Ирина Джандиери (СССР) - Людмила Семеняка (СССР) - Юкико Ясуда (Япония) - Александр Богатырёв (СССР) - Вадим Гуляев (СССР) - Исия Дзюн (Япония) - Николай Ковмир (СССР) - Евгений Косменко (СССР) - Виктор Саркисьян (СССР) |
| 1973 | Надежда Павлова (СССР)    | - Ампаро Брито Гонсалес (Куба) - Вячеслав Гордеев (СССР) - Александр Годунов (СССР) | - Мерилин Роу (Австралия) - Карен Кейн (Канада) - Ольга Ченчикова (СССР) - Людмила Сморгачёва (СССР) - Келвин Коу (Австралия) - Петер Шауфус (Дания) - Валерий Ковтун (СССР) | - Маргарита Дроздова (СССР) - Татьяна Таякина (СССР) - Татьяна Чередниченко (СССР) - Борис Бланков (СССР) - Андрес Уильям Диего (Куба) - Вадим Тедеев (СССР) |
| 1977 | —                         | - Алла Михальченко (СССР) - Нина Семизорова (СССР) - Михаил Крапивин (СССР) - Данило Радоевич (Австралия) | - Галина Мезенцева (СССР) - Татьяна Бережная (СССР) - Валерий Анисимов (СССР) - Марин Бойеру (Румыния) | - Татьяна Ершова (СССР) - Нэнси Ёко Итино (США) - Кумико Маэда (Япония) - Владимир Деревянко (СССР) - Николай Прядченко (СССР) |
| 1981 | Ирек Мухамедов (СССР)     | младшая группа: - Нина Ананиашвили (СССР) - Наталья Архипова (СССР) - Аманда Маккероу (США) - Андрис Лиепа (СССР) старшая группа: - Алла Ханиашвили-Артюшкина (СССР) - Маргарита Перкун-Бебезичи (СССР) - Янис Пикиерис (Венесуэла)                                                              | младшая группа: - Юриэ Симомура (Япония) - Оуэн Монтегю (Канада) старшая группа: - Ким Гласко (Канада) - Татьяна Кладничкина (СССР) - Анна Кушнерёва (СССР) - Светлана Смирнова (СССР) - Анатолий Кучерук (СССР) - Кевин Пью (Канада)                                           | младшая группа: - Наталья Ахмарова (СССР) - Мартин Лами (Канада) - Михаэль Будах (ГДР) - Дзю Хориути (Япония) старшая группа: - Юндэндоржийн Оюн (Монголия) - Мария Дель Росарио Суарес (Куба) - Клаудиа Юнг (ФРГ) - Юрий Васюченко (СССР) - Константин Заклинский (СССР) - Владимир Кириллов (СССР) - Томас Фольмер (ГДР)                                                                   |
| 1985 | —                         | - Нина Ананиашвили (СССР) - Марина Леонькина (СССР) - Хулио Бокка (Аргентина) - Александр Ветров (СССР) - Вадим Писарев (СССР) | - Галина Степаненко (СССР) - Юко Моримото (Япония) - Андрис Лиепа (СССР) - Пабло Савой (Франция) - Виктор Ярёменко (СССР) - Сергей Вихарев (СССР) | - Жанна Аюпова (СССР) - Татьяна Чернобровкина (СССР) - Мария Гибешова (Чехословакия) - Кайе Кырб (СССР) - Дэвид Макалистер (Австралия) - Чжан Вэйцян (Китай) - Ли Гунхин (США) - Чжао Миньхуа (Китай) |
| 1989 | —                         | - Кристина Макдермотт (Швейцария) - Галина Степаненко (СССР) - Владимир Малахов (СССР) | - Наталья Яковлева (СССР) - Коити Кубо (Япония) | - Светлана Филиппова (СССР) - Елена Филипьева (СССР) - Ван Шань (Китай) - Ли инь (Китай) |
| 1993 | —                         | - Елена Князькова (Россия) - Морихиро Ивата (Япония) - Бернар Курте де Бутайе (Франция) | - Елена Андриенко (Россия) - Мегуми Асаеда (Япония) - Юкико Ивата (Япония) - Марина Чиркова (Россия) - Вениамин Захаров (Беларусь) - Удвал Батэрдэнэ (Монголия) | - Наталья Башкирцева (Россия) - Марина Ржанникова (Россия) - Дмитрий Белоголовцев (Россия) - Евгений Кайгородов (Украина) - Хасан Усманов (Россия) |
| 1997 | Андрей Баталов (Россия)   | - Мария Александрова (Россия) - Чжань Цзянь (Китай) - Херман Корнехо (Аргентина) - Николай Цискаридзе (Россия) | - Алина Кожокару (Румыния) - Ирина Сурнева (Россия) - Константин Кузнецов (Беларусь) | - Елена Глурджидзе (Россия) - Оксана Кузьменко (Россия) - Наталья Огнева (Россия) - Ким Йонг Голь (Корея) - Фернандо Мора (Дания) - Михаил Родников (Россия) |
| 2001 | —                         | младшая группа - Миса Куранага (Япония) - Полина Семионова (Россия) старшая группа - Ван Циминь (Китай) - Оксана Кучерук (Россия) - Леонид Сарафанов (Украина) - Тьяго Пинто Суареш (Бразилия) хореографы - Раду Поклитару (Беларусь)                                                            | младшая группа - Премия не присуждена старшая группа - Роберта Маркес-Барбоса (Бразилия) - Екатерина Шипулина (Россия) - Алексей Борзов (Россия) - Роман Михалёв (Россия) хореографы - Сергей Бобров (Россия)                                                                   | младшая группа - Наталья Домрачева (Украина) - Мария Кочеткова (Россия) - Екатерина Крысанова (Россия) - Анастасия Куркова (Россия) - Милена Сидорова (Украина) - Александр Бутримович (Россия) старшая группа - Анна Жарова (Россия) - Ким Джу Вон (Корея) - Очи Томонори (Япония) - Хань По (Китай) - Руслан Скворцов (Россия) - Сергей Теплов (Россия) хореографы - Эдвард Клюг (Румыния) |
| 2005 | Денис Матвиенко (Украина) | младшая группа - Чинара Ализаде (Россия) - Кристина Шевченко (Украина) - Иван Васильев (Беларусь) старшая группа - Анастасия Матвиенко (Украина) - Евгения Образцова (Россия) - Виктор Ищук (Украина) - Ярослав Саленко (Украина)                                                                | младшая группа - Мария Виноградова (Россия) - Берлин Ндуди (Украина) - Наталья Воронцова (Россия) старшая группа - Юргита Дронина (Литва) - Досжан Табылды (Казахстан) - Екатерина Крысанова (Россия) - Наталья Домрачева (Россия) - Иван Козлов (Украина) - Живей Ванг (Китай) | младшая группа - Анна Тихомирова (Россия) - Марина Бурцева (Россия) - Елена Казакова (Россия) - Исаак Эрнандес (Мексика) - Матиас Дингман (США) старшая группа - Наталья Мацак (Украина) - Наталья Осипова (Россия) |
| 2009 | —                         | младшая группа - Анжелина Воронцова (Россия) - Анастасия Соболева (Россия) старшая группа - Мария Семеняченко (Россия) - Гуан Вентин (Китай) - Владимир Шкляров (Россия) - Андрей Писарев (Украина) - Дмитрий Загребин (Россия) хореографы - Юрий Смекалов (Россия)                              | младшая группа - Дарья Хохлова (Россия) - Марселино Самбе (Португалия) - Канеко Фуми (Япония) старшая группа - Синь Лянь (Китай) - Нина Гольская (Россия) - Косуке Окумура (Япония) хореографы - Снежана Здор (Россия)                                                          | младшая группа - Мария Мишина (Россия) - Дарья Бочкова (Россия) - Ксения Жиганшина (Россия) старшая группа - Михаил Крючков (Россия) - Эльдар Сарсембаев (Казахстан) хореографы - Ксения Ойвенталь (Россия) |
| 2013 | —                         | младшая группа - Мико Фогарти (Швейцария) - Эльвина Ибраимова (Россия) - Тимофей Андрияшенко (Латвия) - Ксения Рыжкова (Россия) старшая группа - Давид Залеев (Россия) - Оксана Бондарева (Россия) - Тимур Аскеров (Россия) хореографы - Премия не присуждена                                    | младшая группа - Жизель Бетэ (США) - Олеся Шайтанова (Украина) - Ши Юэ (Китай) - Хэ Тхайю (Китай) старшая группа - Елизавета Крутелёва (Россия) - Татьяна Болотова (Россия) - Оксана Скорик (Россия) - Артемий Пыжов (Россия) хореографы - Олег Габышев (Россия)                | младшая группа - Кэтрин Хиггинс (США) - Мария Тереза Бек (США) - Микола Городицкий (Украина) - Луана Батиста (Бразилия) - Рейко Хатато (Япония) старшая группа - Анастасия Лименько (Россия) - Эрнест Латыпов (Кыргызстан) - Анастасия Соболева (Россия) - Диана Коcырева (Россия) - Никита Сухоруков (Украина) хореографы - Марина Акелькина (Россия) - Дмитрий Залесский (Беларусь)        |
| 2017 | —                         | младшая группа - Элизабет Бейер (США) - Елизавета Кокорева(Россия) - Пак Сонми (Южная Корея) - Марк Чино (Россия) - Денис Захаров (Россия) старшая группа - Эвелина Годунова (Латвия) - Адамжан Бактияр (Казахстан) - Окава Коя (Япония) хореографы - Вен Сяочао (Китай) - Эдуардо Зунига (Чили) | младшая группа - Сыи Ли (Китай) - Су-Бин Ли (Южная Корея) - Игорь Пугачёв (Россия) старшая группа - Аманда Гомес (Бразилия) - Ма Мяоюань (Китай) - Эрнест Латыпов (Россия) хореографы - Нина Мадан (Россия) - Андрей Меркурьев (Россия)                                         | младшая группа - Екатерина Клявлина (Россия) - Карлис Цирулис (Латвия) - Виктор Гонкаувес (Бразилия) старшая группа - Лилия Зайнигабдинова (Россия) - Мидори Тэрада (Япония) - Ао Динвэн (Китай) - Марат Cыдыков (Киргизия) - Ван Джанфын (Китай) хореографы - Лю Тхинтхин (Китай) - Чен Лун (Китай)                                                                                         |